# Grammoptera rhodopus
Grammoptera rhodopus är en skalbaggsart som först beskrevs av Leconte 1874.  Grammoptera rhodopus ingår i släktet Grammoptera och familjen långhorningar. Inga underarter finns listade i Catalogue of Life.